# Ponožky

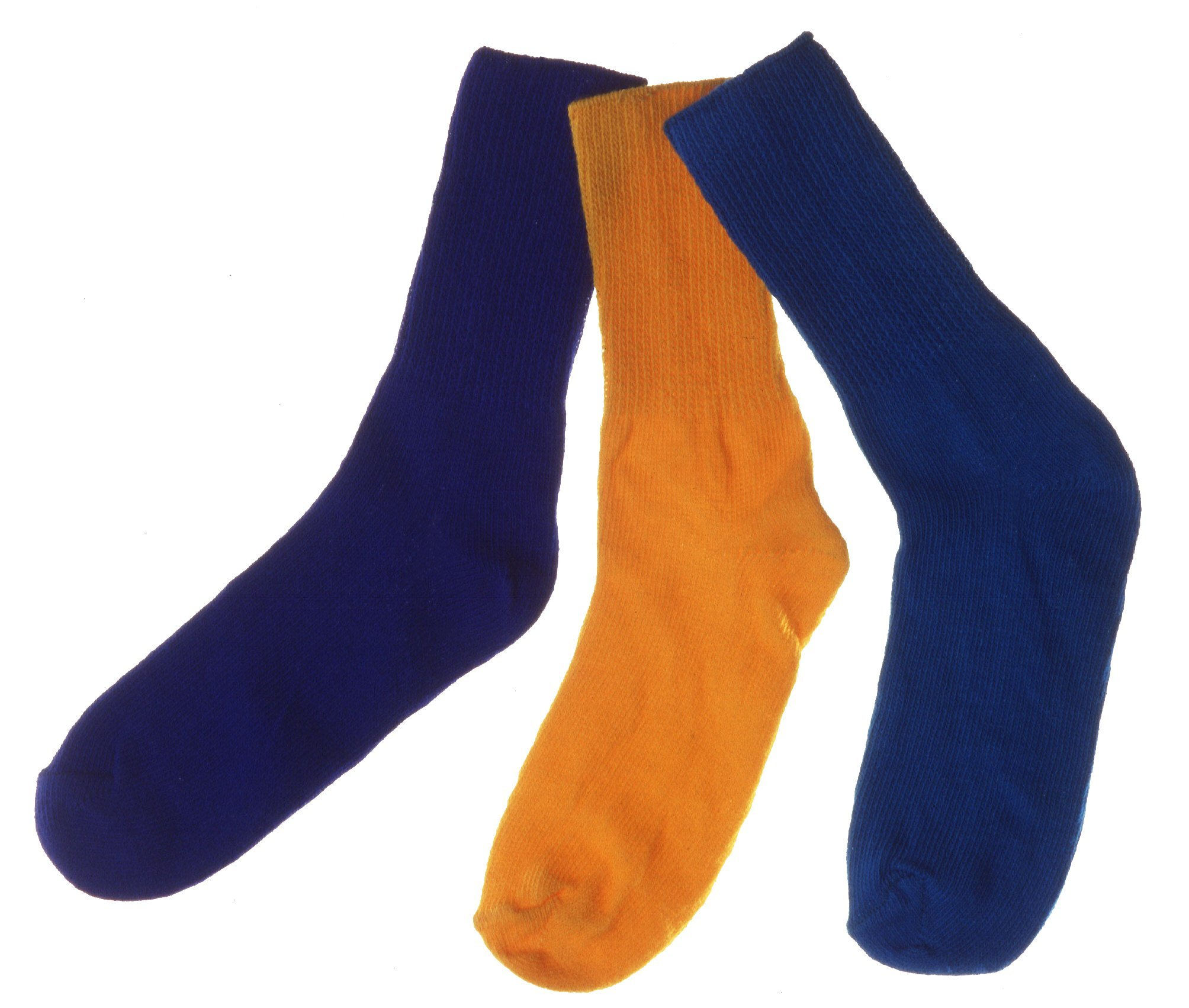
Různobarevné ponožky

Ponožka (lidově fusekle) je punčochový výrobek ukončený na jedné straně šlapkou, na druhé lemem nebo zapletenou elastickou nití. Ponožka těsně obepíná nohu nejvýše po lýtka nebo kotníky. Výrobky, které sahají výš než do poloviny lýtka jsou podkolenky nebo punčochy.

## Historie ponožek

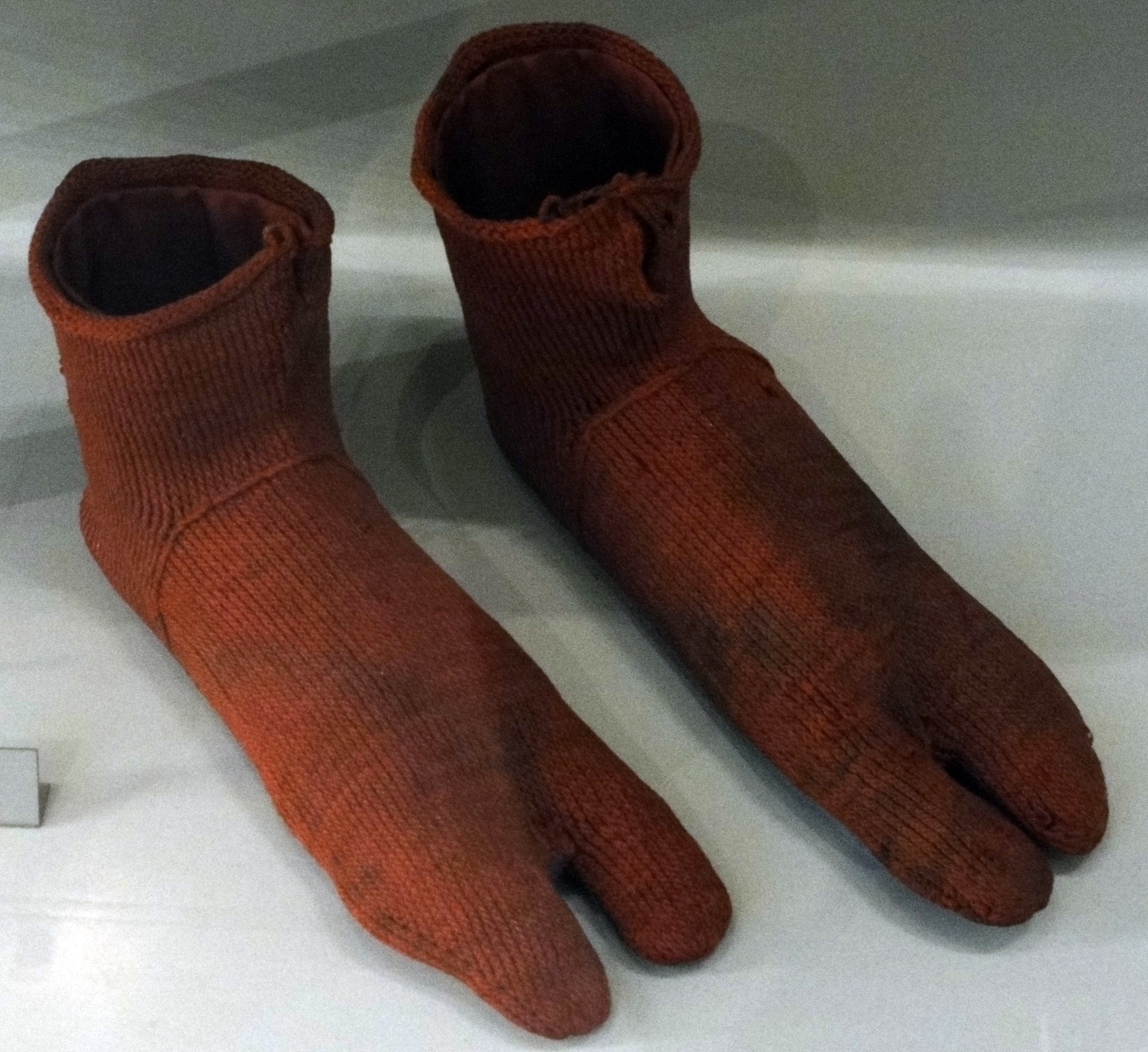
Nejstarší pletené ponožky na světě (300–500 n. l.)

Někteří historikové považují za první ponožky archeologické nálezy onucí ze zvířecí kůže, které si lidé před 7000 lety ovíjeli kolem nohou. První písemný doklad o „ponožkách“ pochází z antického Řecka. V 8. století před n. l. tam vkládali rouno ze zvířecích chlupů do sandálů tak, aby se s ním zahřívala chodidla. Nejstarší výrobky připomínající tvar dnešních ponožek jsou zhotovené prastarou technikou naalbinding (kombinace pletení a vyšívání), jejich původ je v Egyptě ze 4.–6. století našeho letopočtu (viz hořejší snímek).
Ve středověku se pletly ponožky většinou z vlněné příze, asi od 15. století se vyráběly pro zámožné zákazníky ponožky také z hedvábí.
První strojně vyrobené ponožky pocházely z pletacího aparátu stocking frame Angličana Williama Lee z roku 1589. Strojní pletení se prosadilo teprve po technických zlepšeních asi od 2. poloviny 18. století, avšak i potom se velká část ponožek pletla ručně. K širšímu uplatnění došlo teprve v 60. letech 19. století po vynálezu a zlepšeních okrouhlého (jednoválcového) stroje a (po roce 1900) dvouválcového stroje na pletení punčochového zboží.
Od 20. století se ponožky staly předmětem hromadné spotřeby, na speciálních strojích se však také vyrábí řada variant jako módní a luxusní zboží.
Celosvětová výroba ponožek dosáhla v roce 2019 asi 21 miliard párů (ze 17 miliard v roce 2010) za průměrnou výrobní cenu 1,89 USD.
V České republice se výroba ponožek soustřeďuje v Třebíči, Varnsdorfu, Chrudimi a Studenci. Rozsah výroby není veřejně známý.

## Druhy ponožek
Podle délky a tvaru se obvykle rozeznává 5 až 7 druhů (od šlapek až po dlouhé ponožky.)
Podle způsobu použití a vzhledu se ve speciálních obchodech uvádí nejméně 40 druhů (standardní, pánské, dětské, pracovní, kompresní atd.).

### Funkční ponožky
Funkční ponožky mají specifické vlastnosti zvyšující jejich užitnou hodnotu. Může se jednat o zlepšené vlastnosti v oblasti odpařování vlhka pomocí termovláken, v oblasti antibakteriálních vlastností či v oblasti specifického tvaru a svěru ponožky.

#### Termovlákna
Pro zvýšené odpařování vlhka jsou vyráběny ponožky s větším povrchem vláken. S rostoucím povrchem vlákna roste i jeho schopnost odpařovat vlhko. Těchto vlastností se nejvíce využívá u sportovních a teplých zimních ponožek.

#### Aktivní ionty stříbra
Pro získání antibakteriálních vlastností ponožek se využívají nanočástice stříbra. Antimikrobiální látky se aplikují přímo na jádro příze, nikoli k jeho povrchu, a nesnižuje se tak jeho účinnost při praní.

#### Funkční tvar
Specifický tvar či svěr ponožky je zpravidla dán tím, pro jaké užití je ponožka vyrobena. Ponožka může mít například přídavný fixační pruh přes nárt, který jí pomáhá lépe držet na svém místě. Pro zdravotní ponožky je charakteristický minimální svěr, který neškrtí ani při dlouhodobém nošení. Svěr je zajištěn vzorem ponožky, například elastickým žebrováním, a může být doplněn pouhou jednou gumičkou v zakončení.

## Výroba ponožek

### Strojně pletené ponožky

#### Materiál
Nejpoužívanější jsou směsové příze z více než 70 % bavlny s cca 20 % polyamidu (na zpevnění pat a špiček) s malou příměsí elastického filamentu (na zvýšení pružnosti). Speciální a exkluzivní druhy ponožek se vyrábějí z vlněných, konopných, bambusových, hedvábných, polyesterových, polypropylenových a mnoha jiných vláken a směsí.

#### Postup výroby
pletení – obrubování – mokrá úprava (praní, barvení a pod) – fixace velikosti a párování 
Postup pletení: Nejdříve se tvoří lem (většinou s vloženou pružnou nití). Následuje lýtková část, někdy vzorovaná. Pata se zhotovuje tzv. vratným pletením, při kterém se část jehel systematicky dočasně vyřazuje z procesu a pletenina se zužuje a rozšiřuje tak, aby se vytvořil požadovaný tvar. Řádky pleteniny jsou nepřerušené, takže spojení paty s ostatními částmi ponožky je sotva viditelné. Špička ponožky se tvoří rovněž vratným pletením a uzavírá se šitím nebo řetízkováním.
V 21. století se vyrábí naprostá většina ponožek na okrouhlých maloprůměrových (9–10 cm) pletacích strojích. Asi 60 % ponožek se plete na jednoválcových strojích se zatahovací platinou, ponožky s výraznějším žebrováním se vyrábějí na tzv. žebrovacích dvoulůžkových strojích s válcem a talířem. Stroje pracují s rychlostí cca do 350 obr./min. s možností hodinové výroby 12–16 párů standardních ponožek se vzorováním až v 16 barvách. Nové stroje jsou elektronicky řízené, s automatickým nápletem paty a špičky.

### Jiné způsoby výroby ponožek

#### Ruční pletení
Amatérské výrobky, většinou z vlněné příze, se nabízejí k prodeji i v profesionálním obchodě (za průměrnou cenu 18,79 €)

#### Háčkování
Desítky vzorů pro amatérské háčkování ponožek různých tvarů se nabízejí bezplatně na internetu.

#### Krajkové ponožky
Strojově pletené v síťové vazbě  nebo standardní výrobky s našitou krajkou

## Galerie ponožek

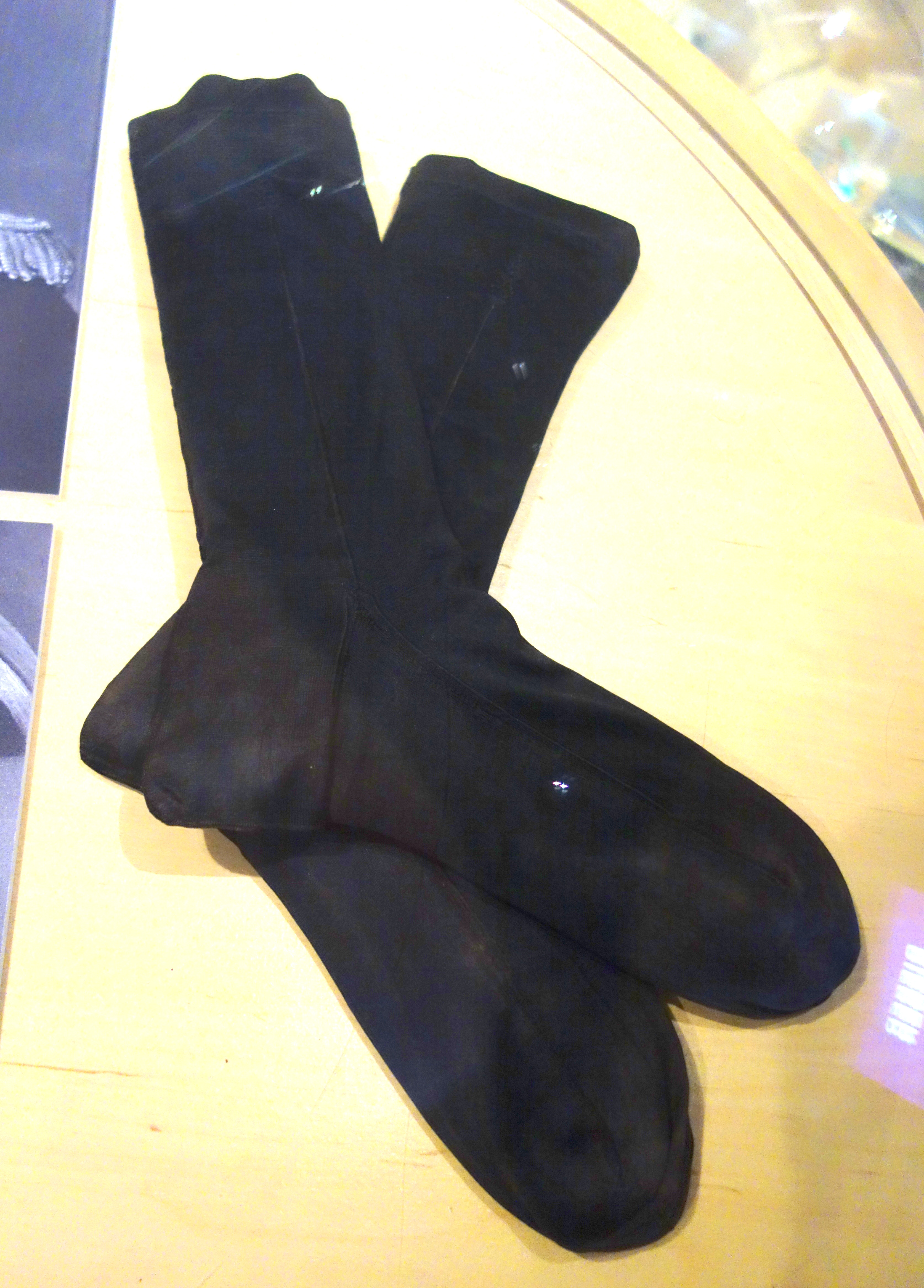
Ponožky, které měl nosit Napoleon Bonaparte (Baťovo muzeum bot v Torontu)
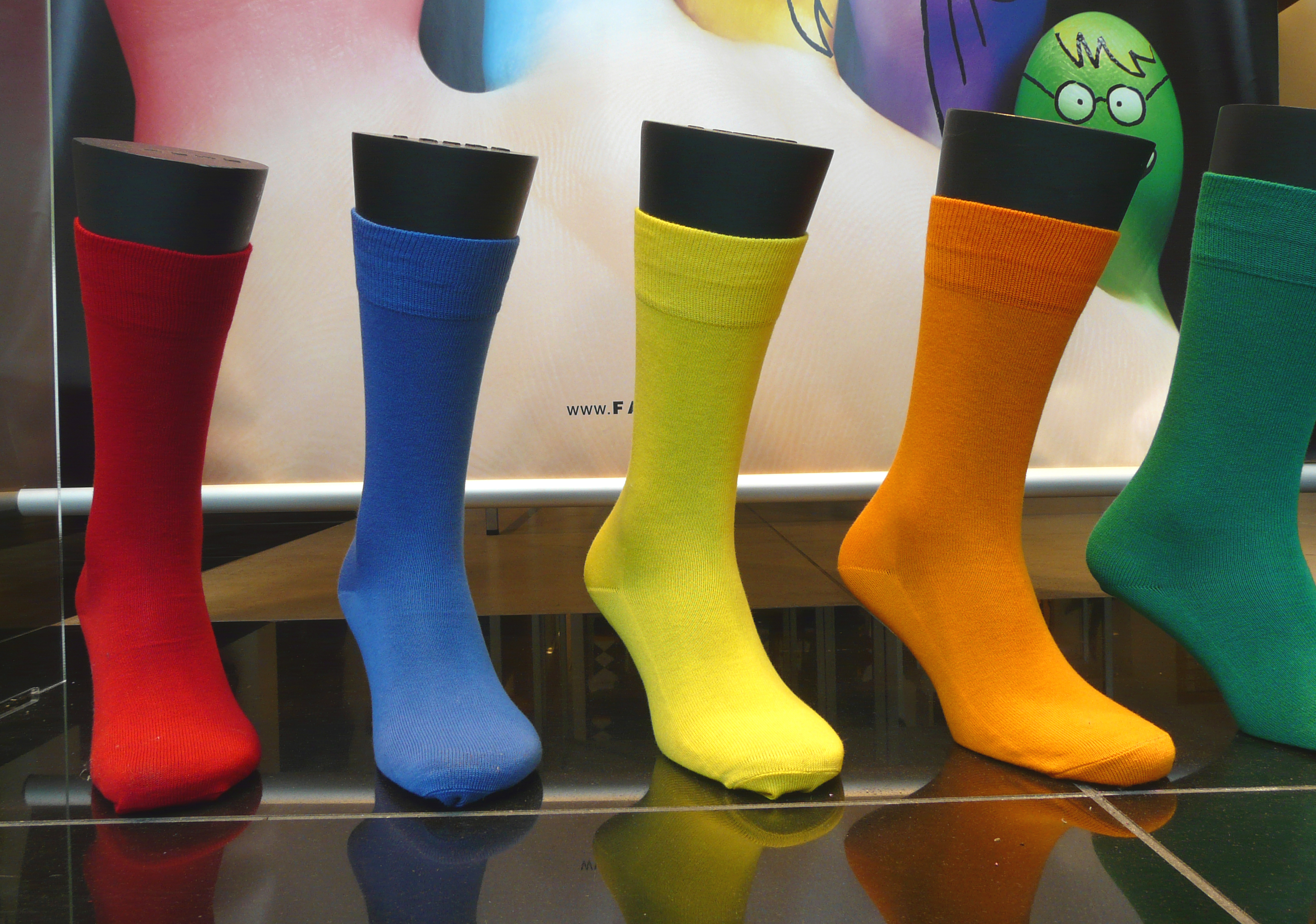
Dlouhé ponožky pletené v hladké vazbě
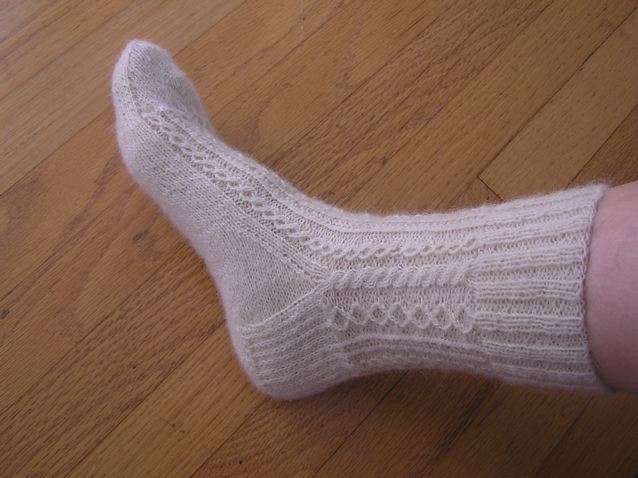
Ručně pletená ponožka z ručně předené vlny
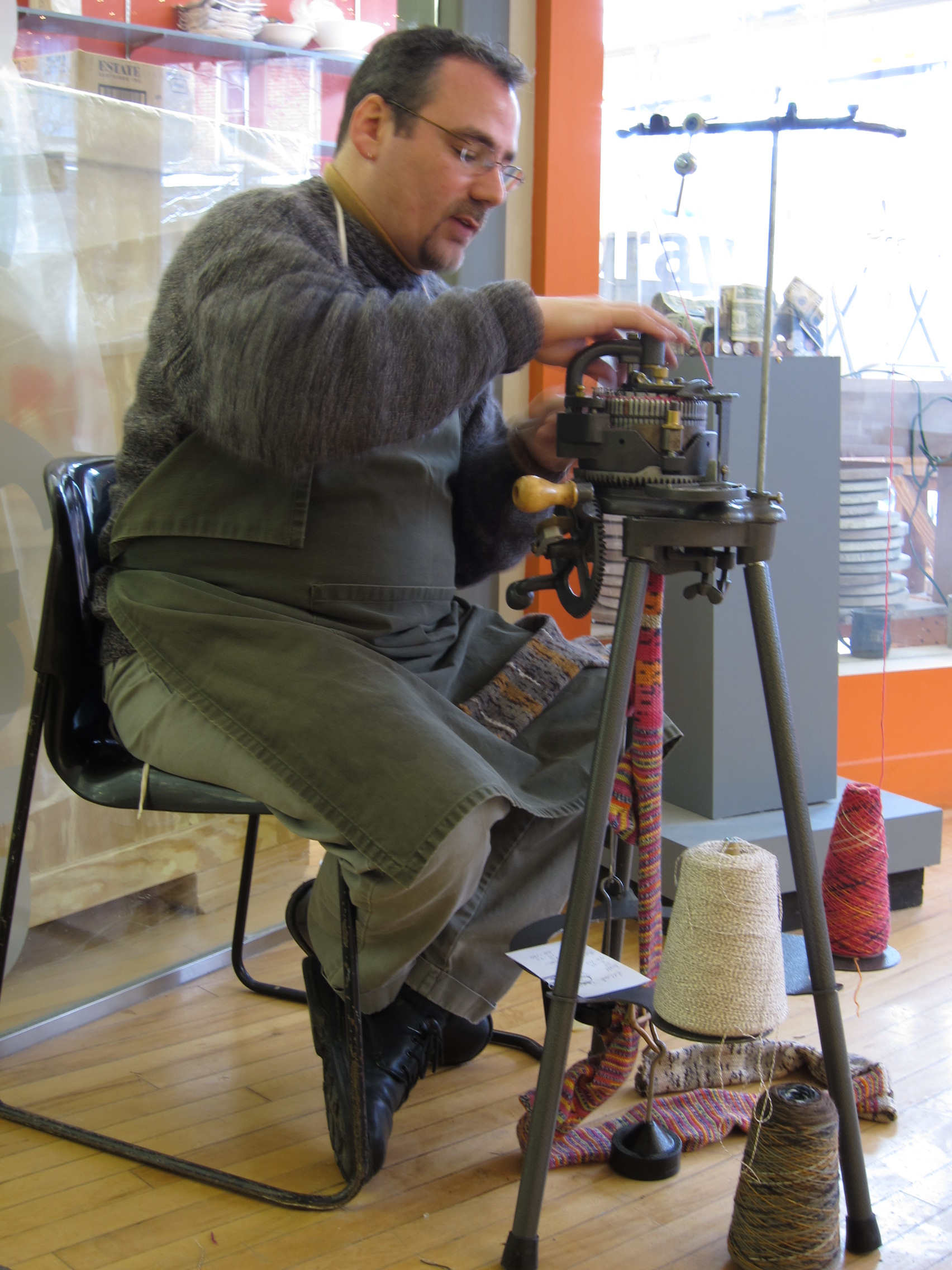
Ruční strojek na ponožky
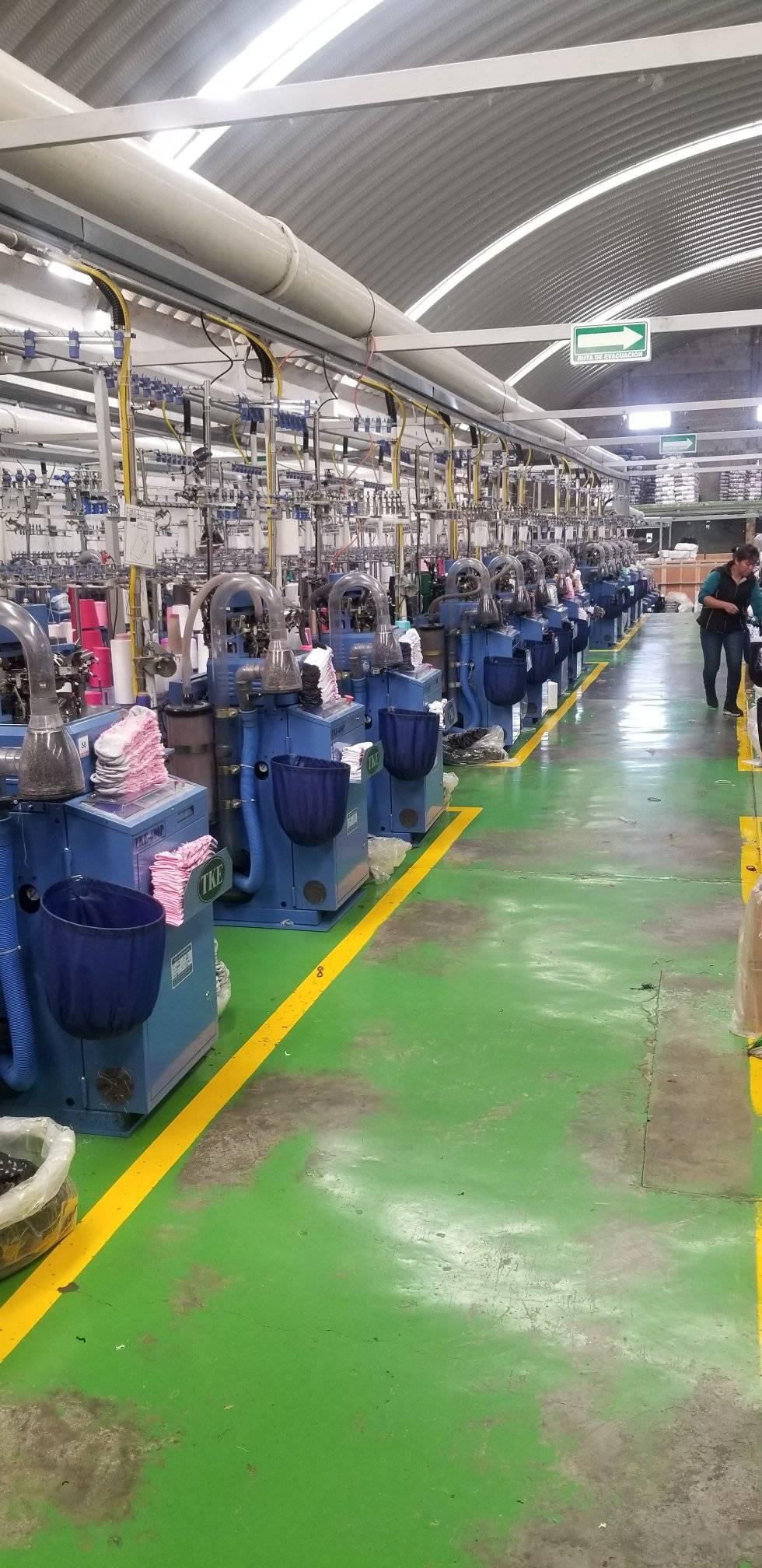
Pletárna ponožek ve 2. dekádě 21. století
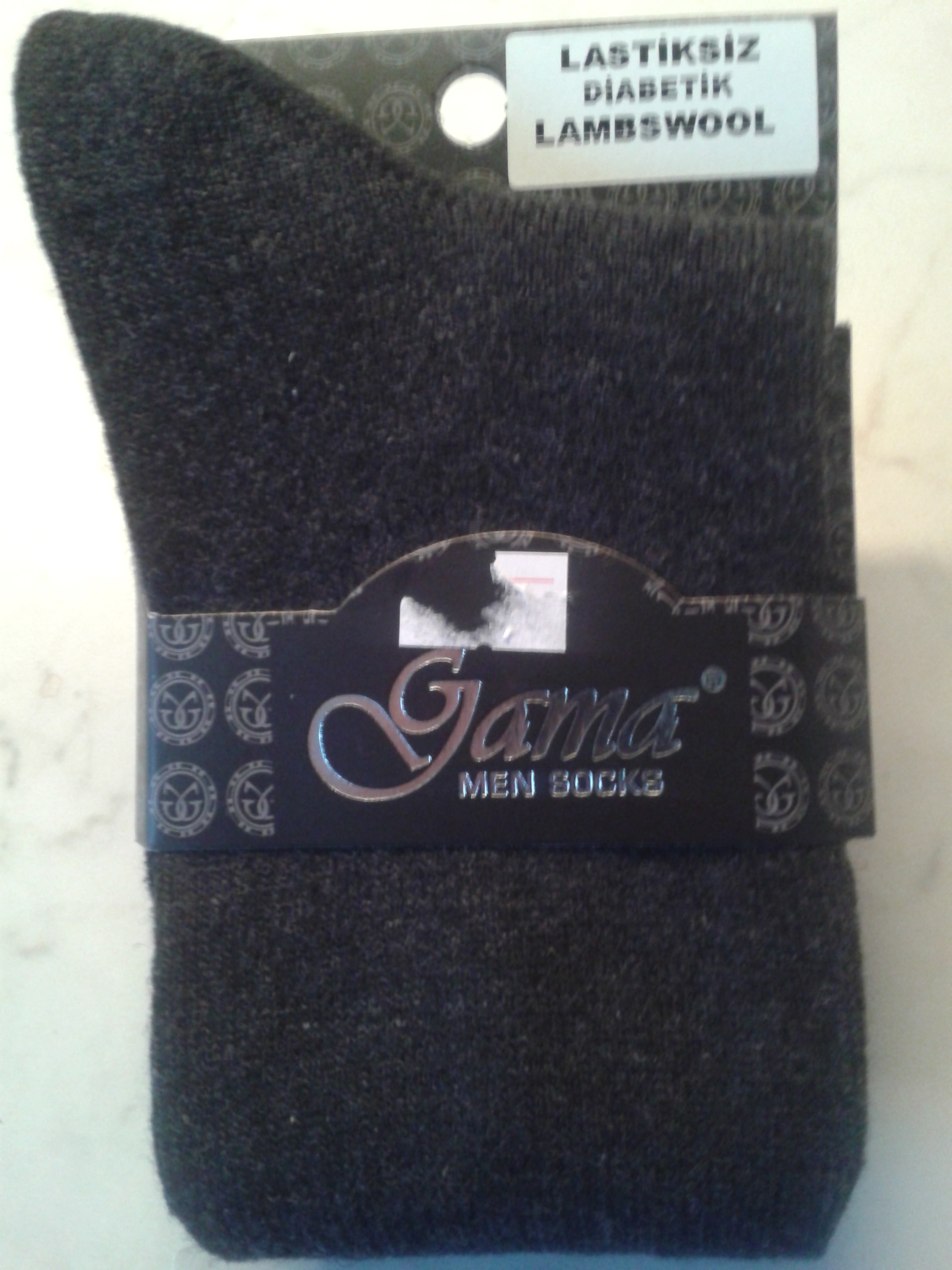
Ponožky pro diabetiky
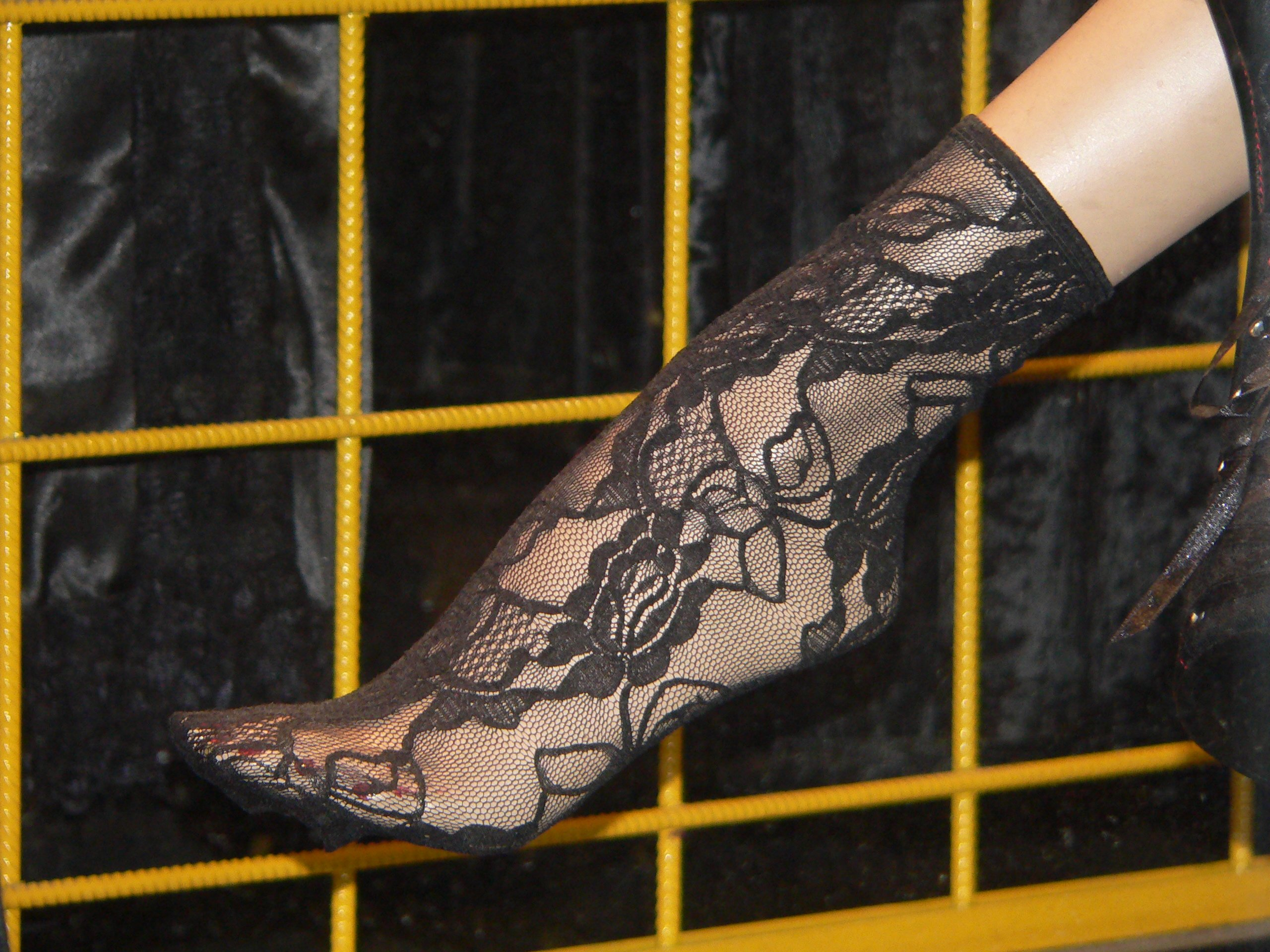
Krajkové ponožky (začátek 21. století)
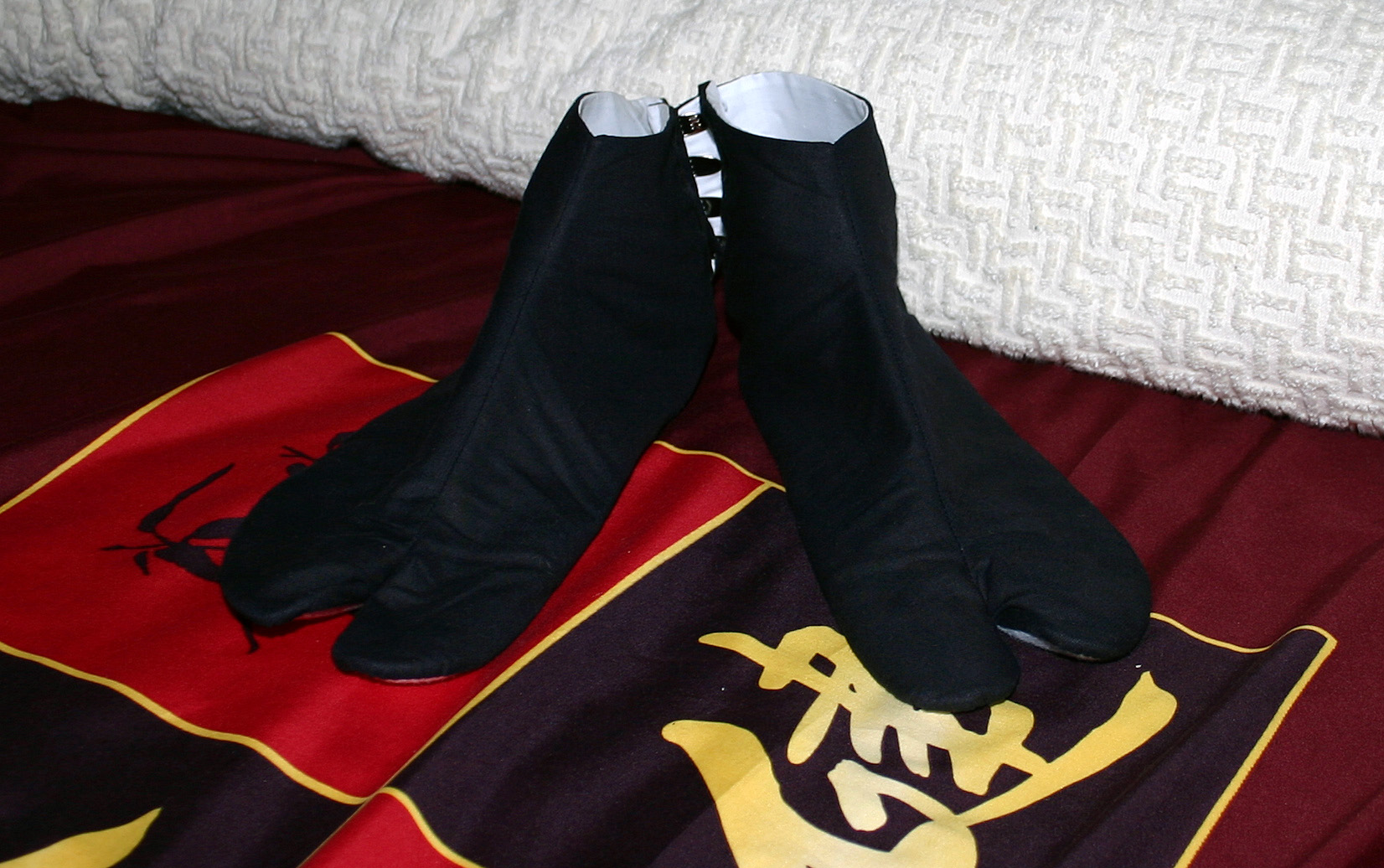
Japonské ponožky tabi (s odděleným palcem a příp. pogumovanou šlapkou)